# Into the Purple Valley
Into the Purple Valley är ett musikalbum av Ry Cooder som lanserades 1972 på Reprise Records. Det var hans andra album och blev hans första listnoterade skiva i USA. Ry Cooder spelar ett flertal instrument som mandolin och slidegitarr på detta album som till stor del innehåller tolkningar av traditionell amerikansk musik, och musik från Dust Bowl-eran. Skivan är ett exempel på vad som brukar kallas "rootsrock".

## Låtlista
(upphovsman inom parentes)
1. "How Can You Keep Moving (Unless You Migrate Too)" (Agnes "Sis" Cunningham) – 2:25
2. "Billy the Kid" (trad.) – 3:45
3. "Money Honey" (Jesse Stone) – 3:28
4. "FDR in Trinidad" (Fitz Maclean) – 3:01
5. "Teardrops Will Fall" (Dickey Doo, Marion Smith) – 3:03
6. "Denomination Blues" (George Washington Phillips) – 3:58
7. "On a Monday" (Leadbelly) – 2:52
8. "Hey Porter" (Johnny Cash) – 4:34
9. "Great Dream from Heaven" (Joseph Spence) – 1:53
10. "Taxes on the Farmer Feeds Us All" (trad.) – 3:52
11. "Vigilante Man" (Woody Guthrie) – 4:15

## Listplaceringar
- Billboard 200, USA: #113[1]